# George Wein

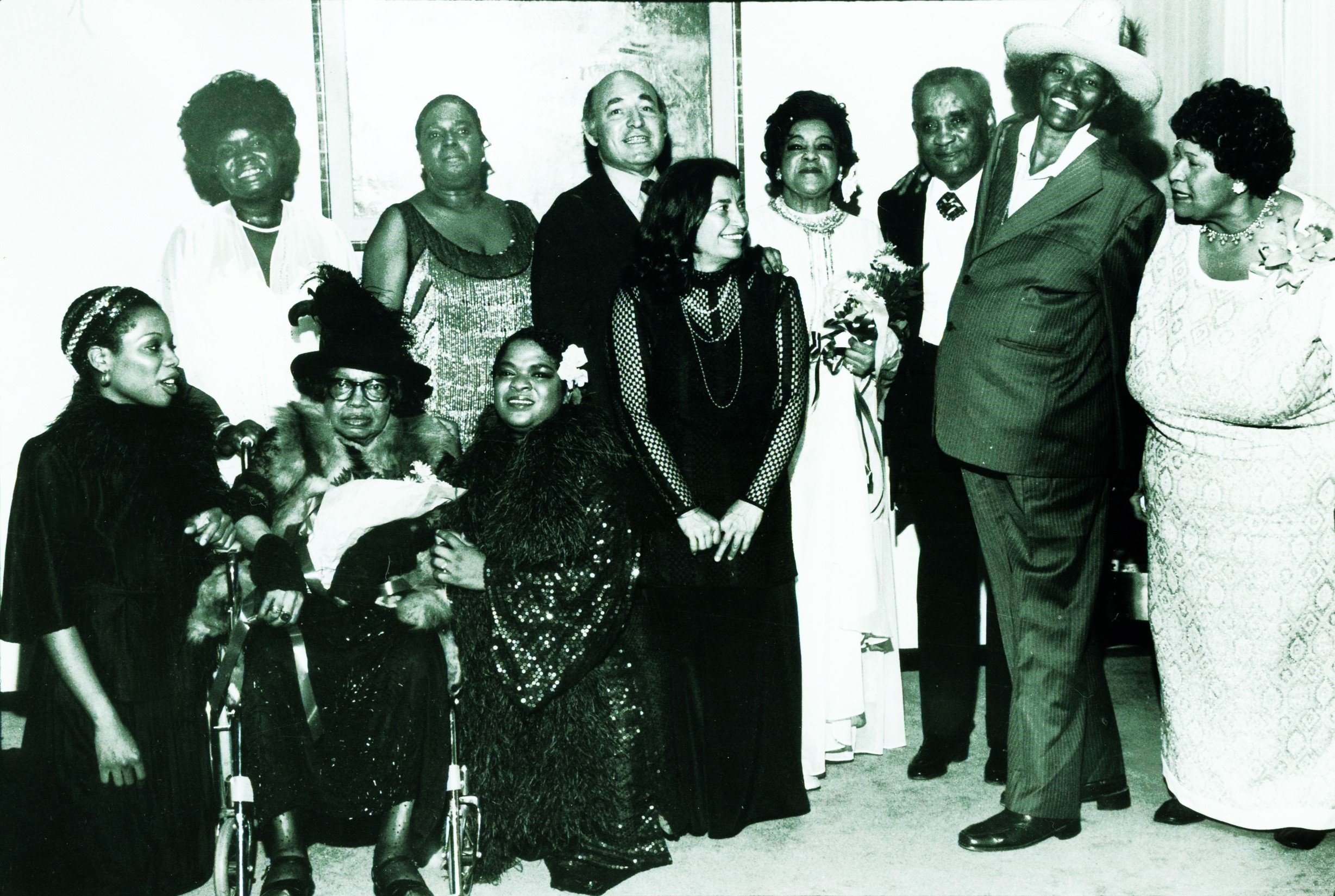
George Wein z uczestnikami koncertu „Blues jest kobietą” na Newport Jazz Festival 1980 – od lewej stoją: Koko Taylor, Carmen McRae, George Wein, Rosetta Reitz, Adelaide Hall, Little Brother Montgomery, Big Mama Thornton i Beulah Bryant – od lewej klęczą i siedzą: Sharon Freeman, Sippie Wallace i Nell Carter

George Theodore Wein (ur. 3 października 1925 w Lynn, zm. 13 września 2021 w Nowym Jorku) – amerykański pianista jazzowy, okazjonalny wokalista oraz promotor muzyczny i producent płytowy, pochodzenia żydowskiego. Współtwórca Newport Jazz Festival. Laureat NEA Jazz Masters Award 2005.

Leonard Feather: George Wein zapoczątkował epokę festiwali.

## Życiorys
Jego oboje rodzice byli pochodzenia żydowskiego. Ojciec, Barnet Maurice, był lekarzem laryngologiem, matka, Ruth z d. Ginsburg – pianistką amatorką i dziedziczką fortuny z branży wyrobów papierniczych. Wychował się w graniczącej z Bostonem miejscowości Newton, do której rodzina przeprowadziła się z Lyn. W wieku ośmiu lat zaczął grać na fortepianie. Pobierał prywatne lekcje u Margaret Chaloff (matki Serge’a), słynnej nauczycielki z The New England Conservatory of Music. Podczas nauki w Newton High School zafascynował się jazzem i założył swój pierwszy zespół. Inspirował się pianistyką Earla Hinesa. Już wówczas przeciwstawiał się rodzinie, zapraszając do domu czarnych muzyków. Podjął studia na bostońskim Northeastern University, podczas których prowadził małą grupę grającą zawodowo w okolicznych lokalizacjach. Naukę przerwało mu powołanie do U.S. Army, w której służył od 1943 do 1946. Uczestniczył w końcowym etapie działań II wojny światowej w Europie i na Pacyfiku, choć sam nie brał udziału w walkach. Po demobilizacji powrócił do kraju i w 1950 dokończył studia w The Boston University College of Liberal Arts. Kilka miesięcy później, we wrześniu otworzył klub jazzowy Storyville, w którym występowało wielu luminarzy jazzu, m.in. Louis Armstrong, Charlie Parker, Duke Ellington i Billie Holiday. On sam również w nim grywał. Klub, noszący nazwę nowoorleańskiej dzielnicy czerwonych latarni, działał dziesięć lat. W 1952 założył także wytwórnię płytową Storyville.
Rok później goszcząca w jego klubie Elaine Lorillard, celebrytka z Newport, poprosiła go o pomoc w zorganizowaniu letniej imprezy jazzowej w zamieszkiwanym przez nią kurorcie. Sfinansowany przez nią i jej męża, Louisa, a zorganizowany przez Weina Newport Jazz Festival rozpoczął swoją wspaniałą historię w 1954. W Newport występował nie tylko w roli organizatora, ale również pianisty prowadzącego formację o zmiennym składzie –  George Wein's Newport All-Stars. Zorganizował jeszcze dwa inne wielkie festiwale: Newport Folk Festival w 1959 oraz New Orleans Jazz & Heritage Festival w 1970. Ponadto pomagał w organizacji m.in. Playboy Jazz Festival/Hollywood Bowl Jazz Festival i Grande Parade du Jazz we francuskiej Nicei. Zapoczątkował także sponsoring świadczony przez światowe koncerny wytwórcze takie jak tytoniowy Kool, piwowarski Schlitz, elektroniczny JVC, telekomunikacyjny Verizon i spożywczy Dunkin’ Donuts.
W 1960 założył Festival Productions Inc., firmę zajmującą się wyłącznie organizacją i promocją koncertów. W pracy pomagała i partnerowała mu poślubiona w 1959, a poznana dużo wcześniej Afroamerykanka Joyce Alexander (1928–2005). Wspólnie założyli The George and Joyce Wein Collection of African-American Art. Był także wieloletnim członkiem doradczej Rady Dyrektorów Amerykańskiej Fundacji Jazzowej (The Jazz Foundation of America). W 1978 i 1993 gościł w Białym Domu na specjalne zaproszenie prezydentów Stanów Zjednoczonych – Jimmy’ego Cartera i Billa Clintona. W 2004 nakładem Da Capo Press ukazała się jego autobiografia Myself Among Others – A Life In (ISBN 978-0306813528), napisana przy współpracy Nate’a Chinena. W tym samym roku Stowarzyszenie Dziennikarzy Jazowych uznało ją za „najlepszą książkę o jazzie”. Za swoją działalność i twórczość został odznaczony, oraz uhonorowany wieloma wyróżnieniami.
Zmarł we śnie w swoim nowojorskim domu. Miał 95 lat.

## Wybrana dyskografia
- 1953 George Wein Presents Jazz at Storyville, Vol. 1 – Sidney Bechet–Vic Dickenson (Storyville)
- 1954 George Wein Presents Jazz at the Boston Arts Festival (Storyville)
- 1955 Wein, Women & Song (Atlantic)
- 1960
  - Metronome Presents Jazz at the Modern – George Wein and the Storyville Sextet (Bethlehem)
  - Newport Jazz Festival All Stars – Buck Clayton–Vic Dickenson–Pee Wee Russell–Bud Freeman–George Wein–Champ Jones–Jake Hanna (London Records)
- 1963
  - George Wein & The Newport All-Stars (Impulse! Records)
  - George Wein’s Newport Jazz Festival All Stars – Midnight Concert in Paris (Mercury International)
- 1968 George Wein and His All-Stars – George Wein is Alive and Well in Mexico (Columbia)
- 1969 George Wein’s Newport All-Stars (Atlantic)
- 1972 The Newport All Stars – Tribute To Duke (MPS)
- 1988 The Newport Jazz Festival All-Stars – European Tour (Concord Jazz)
- 1990 The Newport Jazz Festival All-Stars – „Bern Concert ’89” (Concord Jazz)
- 1993 George Wein & The Newport All-Stars – Swing That Music (Columbia)
- 2001 George Wein Presents Jazz at Storyville, Vol. 2 – Vic Dickenson–Sidney Bechet (Storyville)

### Jakosideman
Z Sidneyem Bechetem
- 1955 Sidney Bechet at Storyville (Vogue)

Zestawienie wg dat wydania płyt

## Odznaczenia i nagrody
- Kawaler Legii Honorowej (Francja)[3]
- Komandor Orderu Sztuki i Literatury (Francja)[3]
- Nagroda za Całokształt Dokonań (Lifetime Achievement Award) miesięcznika „DownBeat”[7]
- 2005 NEA Jazz Masters Award
- Doktorat honorowy Berklee College of Music[3]
- Doktorat honorowy The Rhode Island College of Music[3]
- 2015 Doktorat honorowy (Doctor of Humane Letters) Uniwersytetu Bostońskiego[6]